# Cullinan (diamant)
Diamant Cullinan je do danes največji na svetu izkopani diamant. Izkopan je bil leta 1905 v Južni Afriki, točneje v rudniku družbe Premier Diamond Mining Company v kraju Cullinan, v okrožju Gauteng. Zasluge za odkritje tega dragulja pripadajo Fredericku Wellsu, ki naj bi kamen našel v izkopani rudi na površju rudnika. Neobdelan je diamant tehtal 3.106 karatov ali 621,2 grama. Kmalu po odkritju so ga s poštnim vozom prepeljali v Anglijo, v javnost pa so zaradi varnosti razširili govorice, da potuje s strogo varovano ladjo. Leta 1907 je vlada Transvaala diamant odkupila od podjetja Premier Mine Company in ga podarila kralju Edvardu VII. kot darilo za njegov rojstni dan in hkrati izraz dobre volje po burskih vojnah. Leta 1908 so kamen poslali v Amsterdam, kjer so ga obdelali. Ob prvem poskusu rezanja se je jekleno rezilo zlomilo. Uspel je šele drugi poskus in obdelava se je začela.

## Cullinan I - IX
Pri obdelavi diamanta je iz njega nastalo devet velikih diamantov, ki so jih poimenovali z rimskimi številkami od ena do devet. Enaindvajsetega novembra 1908 so kralju naposled predali dva največja dragulja, Cullinan I., ki tehta 530,2 karatov (kasneje poimenovan Velika afriška zvezda), in Cullinan II. (posledično poimenovan Mala afriška zvezda), ki je bil težek 317,4 karatov. Preostalih sedem večjih kamnov, Cullinan III.-IX., 96 odlomkov in 9 karatov grobih okruškov, ki so jih pri obdelavi dobili iz velikega kamna, so večinoma podarili podjetju Asscher v zahvalo za njihov trud. Diamant Cullinan IV. je kralj Edvard VII. pozneje kupil za darilo svoji ženi Aleksandri, medtem ko je ostale kamne kupila transvaalska vlada in jih leta 1911 podarila kraljici Mariji. Danes so diamanti iz zbirke Cullinan del kraljičine zasebne zbirke. Oba največja, Cullinan I. in Cullinan II. pa so vdelali v vladarsko žezlo s križem in v državno krono.